# Tetraloniella brooksi
Tetraloniella brooksi là một loài Hymenoptera trong họ Apidae. Loài này được Eardley mô tả khoa học năm 1989.